# Huemul de Plata
El Huemul de Plata es el nombre del trofeo que ha sido entregado desde 2010 por la Asociación Nacional de Fútbol Profesional al campeón de la Primera División de Chile. Fue presentado el 3 de diciembre de 2010, en la víspera de la última fecha del campeonato nacional de ese año en la sede de la ANFP en Quilín y reemplazó al trofeo nacional que se venía entregando desde la década de 1990, popularmente conocida como Copa BancoEstado.
En términos materiales, el Huemul de Plata es un trofeo de 75 cm de altura, conformado por una copa de plata fina y una base de roble de 20 centímetros. Pesa aproximadamente 10 kg. Fue confeccionada por el artesano chileno Patricio Sáez. Su contraparte es la Araucaria de Plata, el trofeo que desde 2021 corona al campeón de la Primera División Femenina de Chile.
El primer equipo que inscribió su nombre en el trofeo fue Universidad Católica, campeón del Bicentenario, tras ganar el Torneo Nacional 2010, el 5 de diciembre de ese año. En cuanto a jugadores, el primer capitán que levantó el Huemul de Plata fue Milovan Mirosevic.
Su actual propietario es Colo-Colo, que se adjudicó por trigésima cuarta vez en su historia, el título de Primera División, obteniendo el Torneo de 2024.

## Características

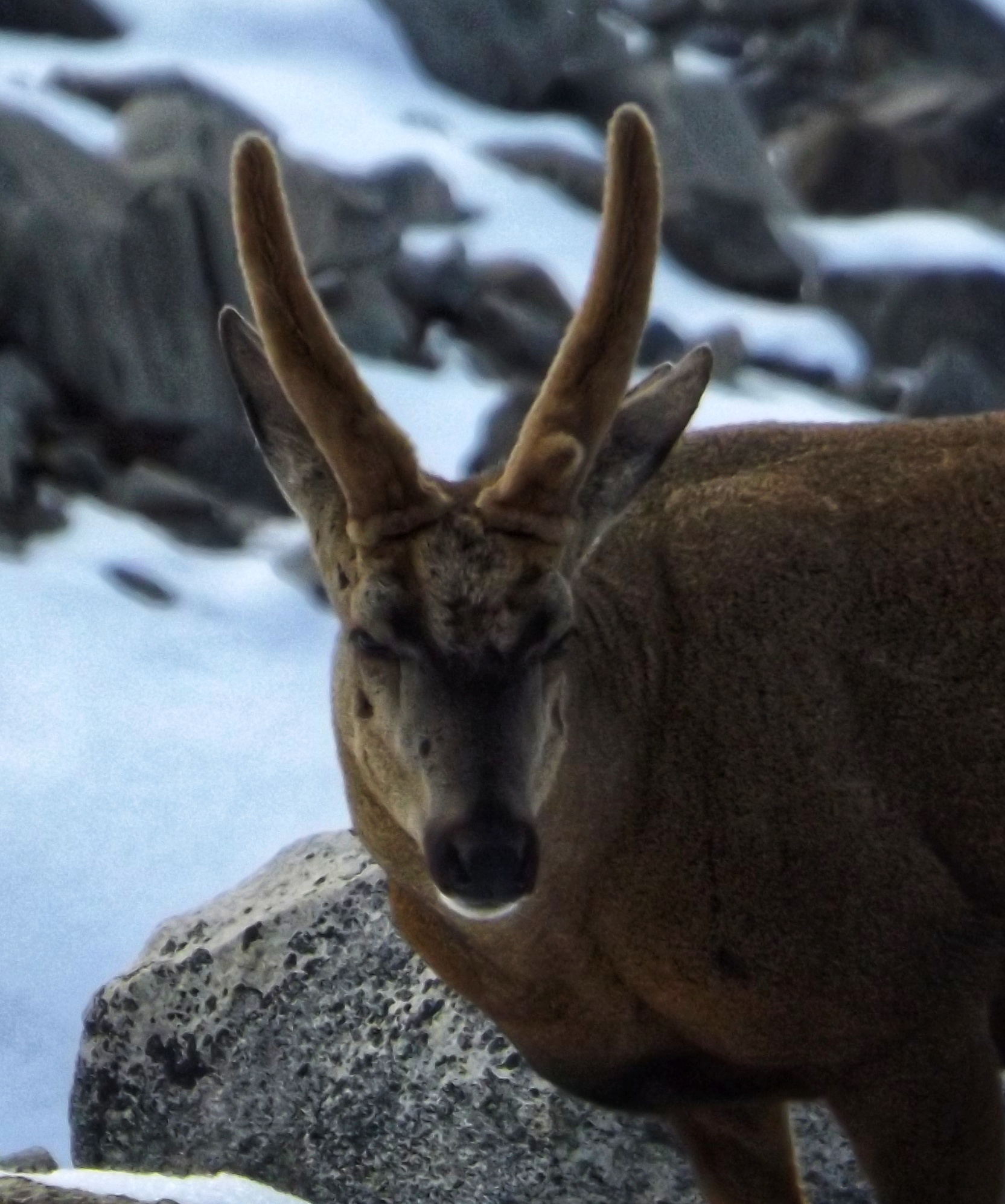
Huemul.

El trofeo fue creado por el artesano local Patricio Sáez y está compuesto de una copa de plata fina de 55 centímetros de altura con el logo de la ANFP; dicha plata fue extraída del norte minero de Chile y fundida a 1000 °C para darle su forma, la cual está inspirada en la cabeza de un huemul macho adulto, el «mamífero representativo de Chile». Esta copa es sostenida por una base de madera de 20 centímetros (que tiene una placa que reza «Campeonato Petrobras» en alusión al auspiciador oficial del torneo) la cual fue confeccionada con roble del sur cordillerano, lo que da como resultado un trofeo de 75 centímetros de altura, 10 kilos de peso y hecha con materiales propios del país.
Su principal característica reside en la base, ya que en ella se irán colocando placas recordatorias con el nombre de los equipos que levanten el trofeo durante su existencia (al estilo de la Copa Libertadores o Copa Sudamericana); en dichas placas figurará el nombre del equipo campeón y el año de su consagración (ejemplo: Universidad Católica 2010), o en su defecto el torneo ganado (Universidad de Chile Apertura 2011). Dicha base está contemplada para 30 placas lo cual quiere decir que la copa será llenada en un plazo mínimo de 15 años (debido a que en la hasta el año 2017, el torneo chileno se dividía en dos torneos cortos por año) y máximo de 30 años.
También se destaca en ser el primer trofeo sin dueño fijo: su poseedor lo tendrá en sus vitrinas hasta que un nuevo equipo sea consagrado campeón de Primera División del fútbol chileno, se le dará una réplica a escala del original de forma permanente (aunque de materiales menos nobles) y el derecho de su placa recordatoria; el trofeo original es propiedad de la ANFP, y su objetivo es convertir la copa en un símbolo de los campeones chilenos, como ocurre en la actualidad con el trofeo de la Copa Chile.

## Historia de los ganadores del trofeo

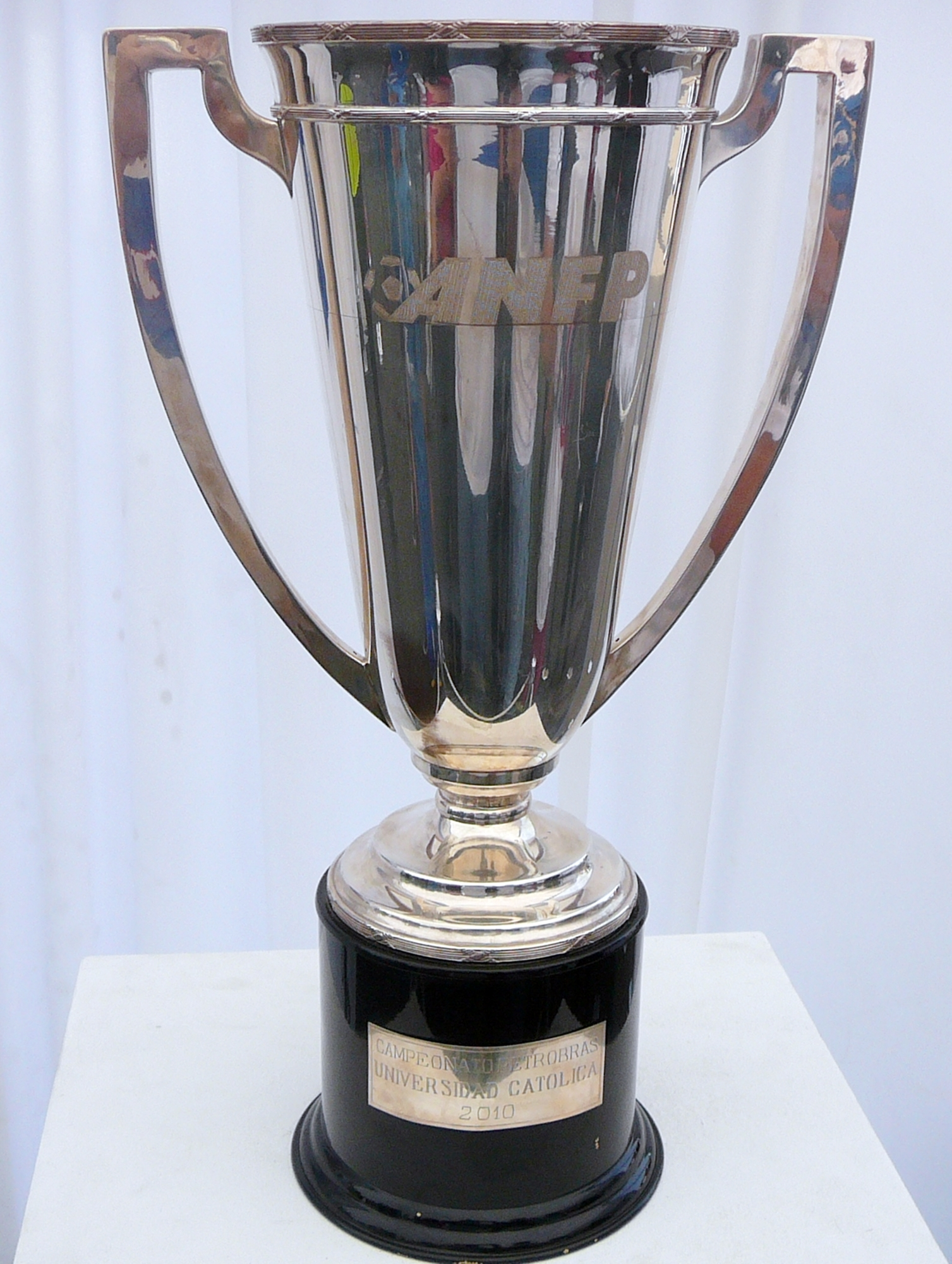
Réplica del Huemul de Plata correspondiente a Universidad Católica por el Campeonato Nacional 2010.

El trofeo fue concebido en 2010, año del Bicentenario y presentado días antes de la última fecha del Campeonato Nacional 2010, que disputaban en ese momento Universidad Católica y Colo-Colo; logrando los cruzados coronarse campeones en San Carlos de Apoquindo, luego de golear 5 a 0 a Everton. Milovan Mirosevic fue el primer capitán en levantar el Huemul de Plata y de forma extraoficial los cruzados fueron denominados «Campeón del Bicentenario».
En 2011, con el regreso del sistema de torneos cortos, Universidad de Chile se impuso en la final del Torneo Apertura 2011 a Universidad Católica, por un marcador global de 4 a 3. El 29 de diciembre de 2011, Universidad de Chile se convirtió en el primer equipo en levantar dos veces consecutivas el Huemul de Plata al vencer 3 a 0 en el Estadio Nacional a Cobreloa. Nuevamente el 2 de julio de 2012 la Universidad de Chile logra coronarse como campeón del fútbol chileno, obteniendo su primer tricampeonato y alzando por tercera vez consecutiva el trofeo.
En el Clausura 2012, último torneo con playoffs, Huachipato pasó a la historia como el primer equipo de provincia que levanta el trofeo luego de vencer en una final memorable a Unión Española en Talcahuano tras igualar el adverso marcador del partido de ida y ganar la definición a penales, para proclamarse campeón luego de 38 años.
En Torneo de Transición 2013, Unión Española y Universidad Católica llegaban a la última fecha empatados en 35 puntos, pero con una mejor diferencia de goles a favor de los hispanos. El conjunto de Santa Laura consiguió su séptima estrella en a Colo-Colo luego de que a 15 minutos del final Patricio Rubio anotara el gol que coronaba campeón a los hispanos; simultáneamente, el partido entre San Marcos de Arica y Universidad Católica fue ganado por 2 a 1 para los cruzados, insuficiente para ser campeones, siendo el único título
En el primer torneo luego del cambio de calendario, O'Higgins de Rancagua le hizo honor a su histórico apodo «Capo de Provincia» tras adjudicase el Apertura 2013 luego de vencer en una definición a Universidad Católica en el Estadio Nacional. Vencería por la cuenta mínima tras forzar dicho desempate debido a la igualdad de puntaje con los Cruzados al final del torneo, se sacó la espina de la final perdida ante Universidad de Chile un año atrás y se convirtió en el primer campeón inédito del fútbol chileno en levantar el Huemul de Plata. Braulio Leal fue el encargado de levantar, el primer trofeo del equipo de la sexta región, en un año marcado por la tragedia ocurrida en Tomé, a principios de año y cuya victoria, fue dedicada a las 16 víctimas de aquel accidente.
En el Torneo Clausura 2014, el equipo más ganador de Chile, Colo-Colo cortó una mala racha de cuatro años y siete torneos sin ganar campeonatos y logró levantar por primera vez el Huemul de Plata. Luego de una campaña brillante, el equipo dirigido por el ídolo albo Héctor Tapia, volvió a gritar campeón tras vencer a Santiago Wanderers en el Estadio Monumental, ante más de 40 mil personas, convirtiéndose en el primer equipo, en levantar este trofeo, ganando su respectivo certamen con fechas de anticipación, en lo que significó además el título más esperado tanto por los jugadores como hinchas del club: el campeonato número treinta.
Luego de dos años y medio de sequía, Universidad de Chile volvió a consagrarse al ganar el Torneo Apertura 2014 tras un agónico triunfo por 1 a 0 a Unión La Calera en el Estadio Nacional. Un gol de Gustavo Canales selló el título para los azules, privando a Santiago Wanderers y Colo Colo —los otros candidatos al campeonato que jugaban entre ellos en simultáneo y que finalizó con triunfo caturro 2 a 0— de alcanzarlos tras la última fecha. José Rojas repitió por cuarta vez levantando el trofeo, consolidándose el capitán que más veces levantó este trofeo.
El Torneo de Clausura 2015, vio la consagración del modesto Cobresal, quien por primera vez en su historia se adjudicó un campeonato de Primera División luego de un emotivo triunfo ante Barnechea y aprovechando el traspié de su escolta Universidad Católica ante Deportes Iquique; un gol de Matias Donoso los convirtió en el primer club del norte del país en levantar el Huemul de Plata y desató la euforia de un club que al iniciar el torneo pensaba en salvarse del descenso. Un título logrado en momentos en que la zona norte sufría por los aluviones que arrasaron con diversas localidades (incluyendo el Estadio El Cobre de El Salvador) y que encontraron una alegría en medio de la tragedia gracias a este equipo, que desbanco a los equipos grandes del país (empate in extremis ante Universidad de Chile y sendas victorias como visitante ante Universidad Católica y Colo Colo), para alcanzar la gloria máxima del fútbol chileno.
En el Torneo de Apertura 2015, Colo-Colo vuelve a gritar campeón y levanta su segundo Huemul de Plata, luego de 2 torneos de no poder obtenerla. El equipo dirigido por José Luis Sierra, consiguió finalmente su estrella N.º 31, pese a que no pudo jugar su partido como visitante ante Santiago Wanderers, por los graves incidentes causadas por las hinchadas de ambos equipos, pero fue beneficiado por la derrota de su escolta Universidad Católica, por 1 a 0 como visitante ante Audax Italiano, cuyo partido se jugaba en simultáneo, con el partido del equipo colocolino y su similar caturro. Además, Gonzalo Fierro levanta por segunda vez el Huemul de Plata, como capitán del «Cacique».
En el Torneo de Clausura 2016, y luego de cinco años, Universidad Católica vuelve a gritar campeón y levanta por segunda vez el Huemul de Plata luego de vencer al Audax Italiano en la última fecha por 2 a 1 y aprovechando la caída del hasta ese momento líder O'Higgins de Rancagua por 1 a 2 ante la Universidad de Concepción, consiguiendo el título número 11 de su historia. En el torneo siguiente, el Apertura 2016, los cruzados alcanzan por primera vez en su historia ganar dos títulos consecutivos tras vencer por 2 a 0 a Deportes Temuco en el estadio Germán Becker y hacerse inalcanzables para sus escoltas Iquique, Unión Española y O'Higgins de Rancagua. En ambos torneos Cristian Álvarez levantó el trofeo como capitán del histórico plantel cruzado, el primero en ser bicampeón del fútbol chileno.
El año 2017 marca el último año de los torneos cortos en el fútbol chileno, es así como en el Torneo de Clausura 2017, Universidad de Chile se coronó campeón, tras una cerrada lucha con su archirrival Colo-Colo. El «Romántico Viajero» aprovechó el tropiezo del «Cacique» en la penúltima fecha y se quedó con el título en la última fecha, derrotando como local a San Luis de Quillota, consiguiendo su estrella 18.
Para el Torneo de Transición 2017; Colo-Colo derrotó como visitante a Huachipato por 3 a 0 en Concepción y logró su título 32, luego de un año y medio de no poder conseguir la corona, pese a los intentos de Unión Española y Universidad de Chile, que ganaron sus compromisos como locales y que eran los únicos que aspiraban a arrebatarle la copa. Colo-Colo con Pablo Guede en la banca, tuvo como figuras importantes a Esteban Paredes, Jaime Valdés, Jorge Valdivia (que regresó a Chile luego de jugar casi 11 años en el extranjero), Julio Barroso, Agustín Orión (que reemplazó definitivamente a Justo Villar) y Octavio Rivero, este último no había jugado en el inicio del torneo, pero apareció en la recta final del torneo, anotando goles claves.
El año 2018 marco el retorno a los torneos largos de 30 fechas, en este renovado formato la Universidad Católica luego de una pragmática y sólida campaña en la que fue puntero en 29 de las 30 fechas, se corona campeón del año 2018, de la mano del técnico español Beñat San José y siendo símbolos de las estrella 13 del firmamento cruzado los jugadores, Matías Dituro, Germán Lanaro, José Pedro Fuenzalida, Diego Buonanotte y el mejor jugador del año Luciano Aued, el aporte de las divisiones inferiores fue clave en la obtención del título, además el eterno capitán Cruzado, Cristian Álvarez decía adiós al fútbol, levantando su quinto campeonato nacional con los cruzados. El conjunto cruzado repetiría la corona los siguientes 3 torneos, obteniendo el primer tetracampeonato en torneos largos en la historia del futbol chileno: el torneo 2019 fue dado por finalizado debido al Estallido social en Chile cuando el título ya era inminente, el torneo 2020, en plena pandemia se coronó campeón a una fecha del final tras empatar con su inmediato perseguidor Unión La Calera, y en el torneo 2021 aprovecho el bajon de Colo-Colo, que lidero gran parte del torneo, para en la última fecha vencer a Everton y consagrarse en Viña del Mar.
La hegemonía cruzada fue finalizada en el año 2022 de la mano de Colo-Colo quien logró reivindicarse de la sorpresiva derrota en el año anterior y logró el campeonato a 2 fechas del final luego de vencer a Coquimbo Unido como visitante. El conjunto albo aprovecho su enorme rendimiento como local - invictos con 11 triunfos y 4 empates - y el buen funcionamiento del equipo dirigido por Gustavo Quinteros con figuras como Gabriel Suazo, Juan Martin Lucero, Maximiliano Falcon, y Leonardo Gil entre otros, para lograr su trigésimo tercer campeonato, tan solo 2 años después de salvarse del descenso a Primera B de la mano de Pablo Solari (quien emigraría a River Plate a mediados de este torneo). 
Para 2023 el torneo fue disputado palmo a palmo entre Cobresal y Huachipato, quienes a la última fecha llegaban con opciones de coronarse, siendo el cuadro del norte quien tenía la primera opción al estar 2 puntos arriba del cuadro sureño, pero su derrota minera a manos de Unión Española y el triunfo acerero ante Audax Italiano le dieron al cuadro de Talcahuano su tercer título de Primera División y su segundo Huemul de Plata terminando la racha de 7 años con títulos para los equipos de la capital de Chile. 

## Ganadores
| Año             | Campeón              | Capitán               |
| Nacional 2010   | Universidad Católica | Milovan Mirosevic     |
| Apertura 2011   | Universidad de Chile | José Rojas            |
| Clausura 2011   | Universidad de Chile | José Rojas            |
| Apertura 2012   | Universidad de Chile | José Rojas            |
| Clausura 2012   | Huachipato           | Lorenzo Reyes         |
| Transición 2013 | Unión Española       | Gonzalo Villagra      |
| Apertura 2013   | O'Higgins            | Braulio Leal          |
| Clausura 2014   | Colo-Colo            | Gonzalo Fierro        |
| Apertura 2014   | Universidad de Chile | José Rojas            |
| Clausura 2015   | Cobresal             | Johan Fuentes         |
| Apertura 2015   | Colo-Colo            | Gonzalo Fierro        |
| Clausura 2016   | Universidad Católica | Cristián Álvarez      |
| Apertura 2016   | Universidad Católica | Cristián Álvarez      |
| Clausura 2017   | Universidad de Chile | Johnny Herrera        |
| Transición 2017 | Colo-Colo            | Esteban Paredes       |
| Nacional 2018   | Universidad Católica | Cristián Álvarez      |
| Nacional 2019   | Universidad Católica | José Pedro Fuenzalida |
| Nacional 2020   | Universidad Católica | José Pedro Fuenzalida |
| Nacional 2021   | Universidad Católica | José Pedro Fuenzalida |
| Nacional 2022   | Colo-Colo            | Gabriel Suazo         |
| Nacional 2023   | Huachipato           | Claudio Sepúlveda     |
| Nacional 2024   | Colo-Colo            | Esteban Pavez         |

## Curiosidades
- Cronológicamente, es el segundo trofeo para un título de Primera División de Chile. La primera fue la Copa BancoEstado, que se entregó desde la década de 1980 hasta 2009. Cabe destacar que existieron previamente otros diseños, pero ninguno perduró, y a su vez se entregaron trofeos distintos a la Copa BancoEstado mientras este estuvo activo, como los trofeos que recibió Cobreloa en sus primeros títulos de Primera División.
- Hasta en cuatro ocasiones se dio el caso de que para la última fecha de un torneo dos o más equipos llegaron con opciones de coronarse, viéndose la organización en la necesidad de tener réplicas del trofeo en los estadios en los que se jugaran los partidos en cuestión y pese a que según ANFP la copa original se mantenía en sus oficinas para estos casos, en estas definiciones el campeón recibió el trofeo original o una réplica:
  - En el Transición 2013, Unión Española y Universidad Católica jugaron sus partidos en Santiago y Arica respectivamente, y el conjunto hispano que se consagró tras la definición recibió el trofeo original.
  - En el Apertura 2014, Universidad de Chile, Colo-Colo y Santiago Wanderers definieron en Santiago y Valparaíso (en el caso de albos y caturros jugaron entre ellos) y el conjunto laico que finalmente venció en la definición recibió una réplica, ya que el trofeo original se encontraba en Valparaíso.
  - En el Clausura 2016, O’Higgins y Universidad Católica definieron en Rancagua y Santiago respectivamente, para este caso la copa original si estaba en Rancagua dado que el conjunto celeste tenía la primera opción de consagrarse, pero su derrota y el triunfo cruzado llevaron a que por primera vez el campeón recibiera la réplica en la premiación.
  - En el Transición 2017, Colo-Colo y Unión Española tenían opciones de consagrarse, siendo el conjunto albo quien recibió el trofeo original tras vencer en Concepción.
  - En el torneo 2023, Cobresal y Huachipato tenían opciones de consagrarse, jugando sus partidos en Santiago y Talcahuano respectivamente, en este caso, la copa original se encontraba en la capital, ya que el club minero tenía la primera opción de consagrarse, pero su derrota ante Unión Española y la victoria de Huachipato en simultáneo frente a Audax Italiano en Talcahuano llevaron al segundo caso de que el campeón recibiera la réplica en la premiación tras Universidad Católica en el Clausura 2016.
- Hasta la fecha, el Huemul de Plata ha sido levantado por 7 equipos, siendo Universidad Católica el más ganador con 7 victorias, le siguen la Universidad de Chile y Colo-Colo con 5 victorias, Huachipato con 2 victorias, y Unión Española, O'Higgins y Cobresal con 1 cada uno.
- La placa frontal en la base del trofeo viene con el logo del auspiciador del torneo, y cada vez que este cambia dicha placa también lo hace, además cuando Colo-Colo obtuvo su título 30, las placas conmemorativas se encontraban en un orden distinto al habitual, alusivamente para destacar dicho logro.
- La coronación de Cobresal se puede considerar la más "modesta" de las que se han realizado, ya que condiciones de las carreteras del norte del país producto de los aluviones impidieron el transporte del escenario hacia Estadio El Cobre, limitándose a un par de gigantografías con el logo de la ANFP y la ausencia de la parafernalia tradicional.
- La entrega del trofeo y medallas al plantel de Colo-Colo, campeón del Torneo Apertura 2015, se realizó en la previa del debut en el Torneo Clausura 2016, ante Unión Española. Lo anterior debido a los incidentes que obligaron a suspender el partido con Santiago Wanderers en Valparaíso, en la última fecha de dicho torneo.
- La premiación de Colo-Colo como campeón del 2022 no se realizó cuando logró matemáticamente el título en el Estadio Francisco Sánchez Rumoroso de Coquimbo, dado que por disposición de las autoridades locales no habían hinchas visitantes, por lo que el trofeo se le entregó al partido siguiente, como local, ante O'Higgins en el Estadio Monumental.
- El diseño de la Copa Bancoestado sirvió como inspiración para la creación del Copihue de Plata para condecorar al campeón de la Segunda División Profesional, sumándose el 2015 junto al Condor de Plata, el trofeo para coronar al campeón de Primera B, y al mismo Huemul de Plata como los trofeos profesionales del futbol chileno, representando los símbolos patrios de Chile.